# Direction générale Statistique
Statbel, o Direction générale Statistique (versione abbreviata di  Direction générale Statistique – Statistics Belgium; in italiano Direzione generale statistica) è un ente pubblico di ricerca belga che si occupa di sondaggi su famiglie e imprese nel Paese. La sua sede si trova nel complesso North Gate, Boulevard du Roi Albert II, 16, 1000 Bruxelles. Tale organo era noto come Institut national de Statistique fino al 2003, quando assunse la denominazione Direction générale Statistique et informations économiques. Nel 2014 gli è stata attribuita la sua denominazione attuale.
Statbel opera e garantisce l'elaborazione delle banche dati amministrative esistenti (il registro nazionale) e fornisce dati ad autorità e organizzazioni sia in Belgio che a livello internazionale. Terze parti possono anche avvalersi delle sue conoscenze statistiche. Inoltre, Statbel è il portavoce ufficiale del Belgio con istituzioni internazionali come Eurostat o l'OCSE. Sul suo sito web, Statbel, pubblica serie di dati, comunicati stampa e studi. Grazie all'applicazione online be.STAT è anche possibile interrogare direttamente determinati database.